# Ombretta Colli
Ombretta Colli, pseudonimo di Ombretta Comelli (Genova, 21 settembre 1943), è una cantante, attrice e politica italiana.
Dopo una carriera nel cinema e nella musica è entrata in politica con Forza Italia, ricoprendo l'incarico di Presidente della provincia di Milano dal 1999 al 2004, assessore nella IV giunta regionale lombarda e senatrice per due legislature.

## Biografia
Ombretta Colli è figlia di padre lombardo di Milano e di madre sarda di Gadoni (NU).

### Carriera artistica

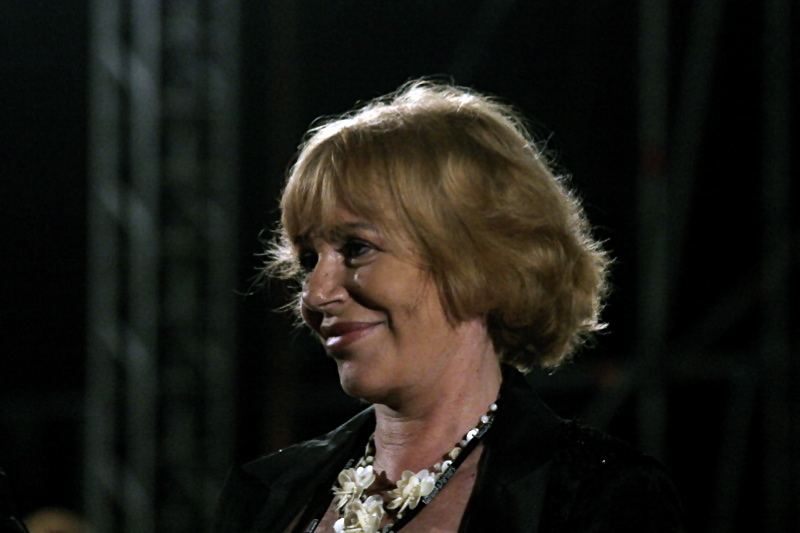
Ombretta Colli nel 2007

La carriera artistica di Ombretta Colli si sviluppa tra gli anni sessanta e gli anni ottanta. Nel 1960 partecipa al concorso di Miss Italia, poi è attrice in diversi film, dai film di genere a quelli di registi come Elio Petri, Luigi Magni ed Ettore Scola. Come cantante debutta nel 1964, dopo aver ottenuto un contratto discografico con la CGD. Incide alcuni 45 giri per varie case discografiche, tra cui nel 1969 Ti amo... io di più, cover in italiano di Je t'aime... moi non plus, tradotta da Claudio Daiano e adattata da Gian Piero Simontacchi. In questo periodo il chitarrista del suo complesso è Franco Battiato.
Partecipa a Canzonissima 1969 con La mia mama, e l'anno successivo alla stessa manifestazione con È il mio uomo e al Festival di Napoli con Tu m'è fatto murì, eseguita in abbinamento con Oreste Lionello. Conduce inoltre alcuni varietà televisivi, come ad esempio Giochiamo agli anni Trenta, nel 1968 con il marito Giorgio Gaber; È domenica, ma senza impegno, nel 1969, e, nel 1970 nuovamente con Gaber, E noi qui. Inoltre realizza un servizio fotografico per Playmen. Nel decennio successivo è in gara con il brano Salvatore sia ad Un disco per l'estate 1972 che al Cantagiro 1972, e nello stesso anno ritorna a Canzonissima con Tutte le volte meno che una, mentre ad Un disco per l'estate 1973 propone La musica non cambia mai.
Nel 1975 partecipa con Paolo Villaggio alla miniserie televisiva Giandomenico Fracchia - Sogni proibiti di uno di noi, di cui canta la sigla Facciamo finta che... . Nel 1976 è protagonista del programma televisivo Rete tre, insieme a Gianni Morandi, Giuseppe Pambieri, Olimpia Di Nardo e Arnoldo Foà, interpretando la sigla iniziale Luna quadrata. Nel febbraio del 1979 va in onda sulla Rete 2 una commedia musicale in due puntate, Profumo di classe, per la regia di Giorgio Capitani, interpretata dalla Colli insieme ad Aldo Maccione. In questa occasione canta la canzone Prego mi cambi questo assegno.
Nel 1981 è in gara ad Un disco per Un disco per l'estate con il brano Con quella faccia da italiano, scritto da Gian Piero Alloisio, mentre l'anno successivo partecipa a Premiatissima nella squadra "Simpatia". Nel 1983 viene pubblicato Cocco fresco, cocco bello, brano scritto da Battiato e Pio che viene presentato sia al Festivalbar che ad Azzurro e sempre nel 1983 è ospite negli spettacoli della tournée in Russia di Gianni Morandi, accompagnata dal gruppo Coro degli Angeli. Nello stesso anno presenta con Gino Paoli le prime quindici puntate del programma televisivo di Rai 2 Il cappello sulle ventitré.
Nel 1991 ritorna all'attività di presentatrice, conducendo insieme a Red Ronnie il programma televisivo di Canale 5 Vota la voce. Tra i suoi album: Una donna tutta sbagliata, ai cui testi collabora anche Battiato, e Una donna due donne un certo numero di donne, che vede la collaborazione, oltre che di Gaber, anche di Gino Melchiorre, autore di tre testi: Ah, la Mama, Sì lo so ch'è quasi tutto, Stornelli sul lavoro.

### Carriera politica

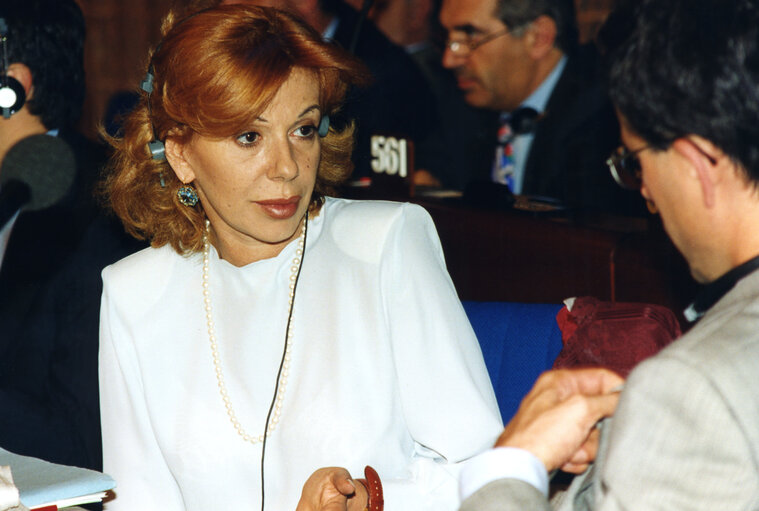
Ombretta Colli durante una seduta plenaria a Strasburgo

Inizialmente socialista, negli anni novanta intraprende l'attività politica nel neonato partito di centrodestra Forza Italia. Eletta parlamentare europea nel 1994, rinuncia al proprio seggio per entrare nel giugno 1995 nella Camera dei deputati nelle liste di Forza Italia, divenendo membro delle commissioni parlamentari lavori pubblici e lavoro.
Nel 1997 diviene assessore comunale ai servizi sociali nella giunta comunale di Milano guidata da Gabriele Albertini. Nel 1999 assume la presidenza della Provincia di Milano in seguito alla vittoria della coalizione di centrodestra, e rimane in carica fino alle successive elezioni del 2004, che vedono la vittoria del candidato del centrosinistra Filippo Penati.
Dopo le elezioni del 2006 torna a occupare un seggio in Senato nella lista della Casa delle Libertà, coalizione composta anche da Forza Italia. Diviene componente delle commissioni igiene e sanità, Istruzione pubblica e beni culturali, parità e pari opportunità nel Senato, nonché della commissione di inchiesta sugli infortuni sul lavoro e le morti bianche. Nello stesso anno si occupa anche delle elezioni comunali a Milano: in un primo tempo viene proposta come candidato sindaco dalla Federazione dei Liberaldemocratici, ma è poi nominata assessore alle periferie del comune di Milano dal sindaco Letizia Moratti. Questo incarico è stato riconosciuto costituzionalmente incompatibile con quello di senatrice (art. 122).

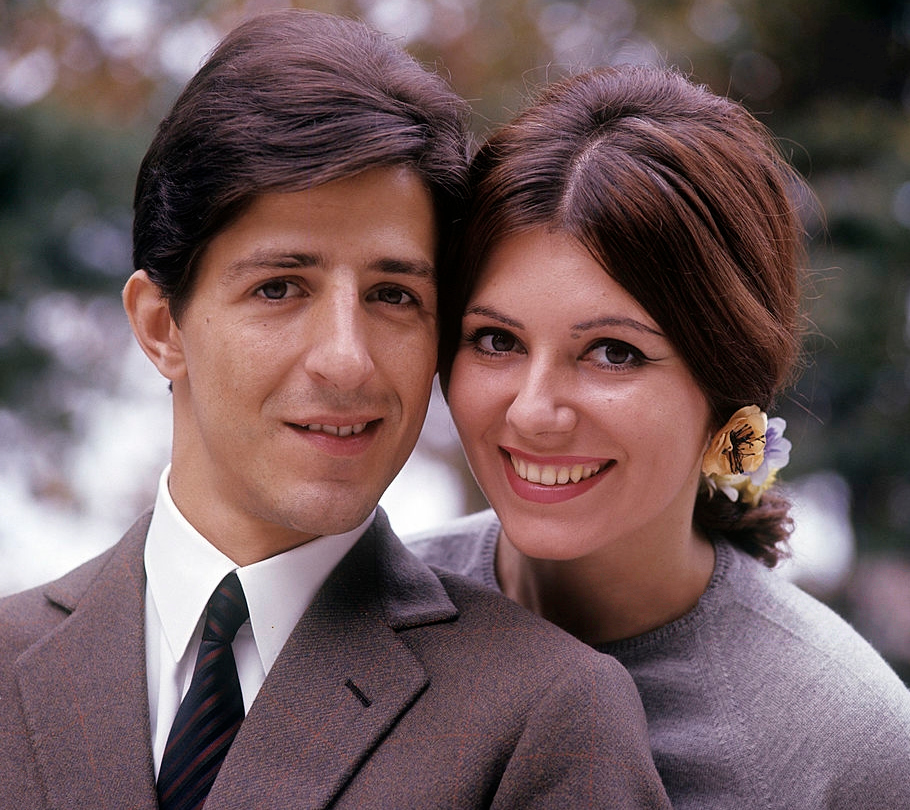
Giorgio Gaber e Ombretta Colli nel 1964

Alle elezioni politiche del 2008 viene riconfermata senatrice per il PdL. L'8 febbraio 2012 viene nominata sottosegretaria alle pari opportunità, moda e design della regione Lombardia nella IV giunta guidata da Roberto Formigoni. Il 17 maggio 2012 si dimette dalla carica di senatrice per incompatibilità con l'incarico di sottosegretario della Regione Lombardia.

## Vita privata
Ombretta Colli sposò a Chiaravalle Milanese, quartiere di Milano, il 12 aprile 1965 il cantautore Giorgio Gaber da cui ebbe una figlia, Dalia Gaberščik. 

## Discografia

### Album
- 1971 - Viva l'ammore!
- 1975 - Una donna due donne un certo numero di donne
- 1982 - A Marilyn
- 1984 - Una donna tutta sbagliata
- 1985 - Aiuto!
- 1989 - A che servono gli uomini?

### Singoli
- 1964 - Che senso ha/Hip, hip, hurrah!
- 1968 - Riccioli a cavatappo/L'idolo
- 1968 - La sigaretta/Lo yo yo
- 1969 - La moto/Capita
- 1969 - Ti amo... io di più/Scientificamente
- 1969 - Il baccalà/Jet e caravelle
- 1969 - La mia mama/Lui di qua lei di là
- 1970 - Tu m'e fatto murì/Gocce di pioggia su di me
- 1970 - È il mio uomo/Il sapore della vita in due (con Giorgio Gaber)
- 1971 - Lu primmo ammore/Dimenticarti vorrei
- 1971 - Amore e fame/Mapim mapom
- 1972 - Salvatore/Ho paura
- 1972 - Il gatto si morde la coda/Paparadio (con Giorgio Gaber)
- 1972 - Bella vita/Tutte le volte che (Meno una)[9]
- 1973 - La musica non cambia mai/77
- 1973 - Il muratore/La regina della casa
- 1973 - Oh, marito!/Il pappagallo
- 1975 - Facciamo finta che.../La favola di Maria
- 1975 - Vado via/Un'amica
- 1975 - Le torture/Per piacere di più a lui del momento
- 1976 - Luna quadrata/Ma son tanto stanca io!
- 1977 - Pop star/La solfa del destino
- 1978 - Tremate tremate (Le streghe son tornate)/Una pillola
- 1979 - Non ci sono più uomini/Sono ancora viva
- 1979 - Quando sei lontano/Core mio
- 1981 - Con quella faccia da italiano/Che uomo sei
- 1982 - Passa parola/Ho bisogno di soldi
- 1983 - Cocco fresco cocco bello/Evaristo
- 1984 - Milano d'estate/Luigi e gli americani
- 1988 - Una donna tutta sbagliata/Una donna una città

## Filmografia

### Cinema
- A due passi dal confine, regia di Gianni Vernuccio (1961)
- Colpo gobbo all'italiana, regia di Lucio Fulci (1962)
- Il figlio di Spartacus, regia di Sergio Corbucci (1962)
- Il gladiatore di Roma, regia di Mario Costa (1962)
- Horror, regia di Alberto De Martino (1963)
- Goliath e la schiava ribelle, regia di Mario Caiano (1963)
- I predoni della steppa, regia di Tanio Boccia (1964)
- Maciste alla corte dello Zar, regia di Tanio Boccia (1964)
- Crimine a due, regia di Romano Ferrara (1964)
- Il pianeta errante, regia di Antonio Margheriti (1966) – accreditata come Amber Collins
- La morte viene dal pianeta Aytin, regia di Antonio Margheriti (1967)
- Buone notizie, regia di Elio Petri (1979)
- Arrivano i bersaglieri, regia di Luigi Magni (1980)
- La terrazza, regia di Ettore Scola (1980)
- Il lupo e l'agnello, regia di Francesco Massaro (1980)
- Io, noi e Gaber,[10] regia di Riccardo Milani – docufilm (2023) - se stessa

### Televisione
- Giochiamo agli anni Trenta, regia di Lino Procacci – varietà televisivo (Secondo Programma, 1968)
- È domenica, ma senza impegno, regia di Vito Molinari – varietà televisivo (Programma Nazionale, 1969)
- ...e noi qui, regia di Beppe Recchia – varietà televisivo (Programma Nazionale, 1970)
- Giandomenico Fracchia - Sogni proibiti di uno di noi, regia di Antonello Falqui – miniserie TV (Programma Nazionale, 1975)
- Rete tre, regia di Enzo Trapani – varietà televisivo (Rete 1, 1976)
- Stryx, regia di Enzo Trapani – varietà televisivo (Rete 2, 1978)
- Profumo di classe, regia di Giorgio Capitani – musical (Rete 1, 1979)
- Cinquant'anni d'amore, regia di Vito Molinari – miniserie TV (Rete 1, 1982)
- Montecatini Terme 1982 (Canale 5, 1982)
- Il cappello sulle ventitré, regia di Fernanda Turvani e Mario Landi – varietà televisivo (Rai 2, 1983)
- Una donna tutta sbagliata, regia di Mauro Severino – miniserie TV (Rai 1, 1988)
- A che servono gli uomini?, regia teatrale di Pietro Garinei; regia televisiva di Antonello Falqui (Rai 1, 1989)
- Concerto del Primo Maggio – concerto sindacale (Rai 1, Rai 2, 1990) - conduttrice
- Sorrisi 40 anni vissuti insieme – varietà televisivo (Canale 5, 1991) - conduttrice
- Vota la voce – concorso e festival musicale (Canale 5, 1991) - conduttrice

## Doppiatrici italiane
- Mirella Pace in Colpo gobbo all'italiana, Il pianeta errante, La morte viene dal pianeta Aytin
- Maria Pia Di Meo in Il figlio di Spartacus
- Rita Savagnone in Il gladiatore di Roma
- Fiorella Betti in Goliath e la schiava ribelle
- Gabriella Genta in Maciste alla corte dello Zar
- Noemi Gifuni in Crimine a due